# Базиликата
Базилика́та (итал. Basilicata) — область в Италии. Ранее Лукания (название использовалось с 1932 по 1947 год, хотя этот термин определяет исторический регион с разными границами). Население — 562 869 жителей (2018), столица — Потенца.
Включает две провинции — Потенца и Матера. Другими значительными городами, помимо двух центров Потенца и Матера, являются Поликоро, Мельфи и Пистиччи. Область граничит на севере и востоке с Апулией, на севере и западе с Кампанией, на юге с Калабрией, на юго-западе омывается Тирренским морем, на юго-востоке — Ионическим морем.

## Физико-географическая характеристика

### Географическое положение
Базиликата расположена в Южной Италии, у залива Таранто Ионического моря.
Площадь — 9992 км². Численность населения — 562 869 жителей (31-12-2018). Столица — Потенца. Область разделена на две провинции — Потенца и Матера. В истории Базиликата известна как Лукания. Исторически она связана с соседними областями, с которыми вместе входила в состав Римской империи. Со времени норманнского завоевания она входила в состав королевства Обеих Сицилий, Неаполитанского королевства, королевства Италии с 1861 года и, затем вошла в состав Итальянской республики. С 1932 по 1947 год территория официально называлась Лукания, а затем вновь получила своё нынешнее название. Однако, местные жители все ещё называют свою область Лукания.
Базиликата граничит с Апулией на севере, с Апулией и Ионическим морем на востоке, с Калабрией на юге и Тирренским морем и Кампанией на западе.

### Рельеф
47 % территории Базиликаты покрыты горами. Частично сюда заходит массив Поллино, высшая точка которого — Дольчедорме, 2267 м. Здесь также проходит массив Сирино, с высотами Монте Папа, 2004 м, Монте Рапаро, 1764 м, и горная система Маддалена, с вершиной Монте Вольтурино, 1836 м. На севере провинции расположен вулкан Спенто. 8 % территории покрывают равнины. Большая часть из них приурочена к морскому побережью. Из рек наиболее значительны Брадано, Базенто, Агри, Синни и Кавоне.

### Климат
Климат — субтропический средиземноморский. В зоне побережья он — типично морской, и чем дальше вглубь суши, тем более континентален. Базиликата — одна из итальянских областей, богатых фауной и флорой, и здесь много разных естественных парков.

## История
Базиликата была населена людьми с глубокой древности, о чём свидетельствуют археологические данные. Это единственная область Италии, имеющая два названия — Базиликата и Лукания. О происхождении и возникновении того и другого существуют разные предположения. Одно из них — от греческого слова «басилеос», то есть от титула византийского императора. Название появилось в тот период, когда Италия была под властью Византии. Это название закрепилось и сейчас является официальным. Но были два периода в истории, когда области возвращали прежнее, более древнее название, Лукания. Это было с 1799 по 1820 годы и с 1939 по 1942 годы. Это название происходит от народа луканов, чье имя объясняют латинским «лукус» (в переводе — лес), или греческим «люкос» (волк).
Упоминания о народах, населяющих нынешнюю территорию Базиликаты, встречаются у многих античных авторов: у Страбона, Антиоха Сиракузского и других. Из античных источников видно, что луканы, как народ, появились позже других италийских племен. Считается, что они произошли от самнитов. В древности побережье области, вместе с соседними областями Южной Италии, было колонизовано греками. Эта группа греческих колоний называлась тогда Великой Грецией. Луканы вместе с самнитами и бруттиями, как тогда называли жителей Калабрии, оказывали сопротивление как греческим колонизаторам, так и римским завоевателям. В конечном итоге более сильный народ — латины — покорили всю Италию. После установления римского господства в южных областях Италии наступил период запустения и бедности.
В Средние века Базиликата подверглась многочисленным набегам германских племён, готов (вестготов и остготов) и лангобардов, после чего находился под властью Византии. В 847 году Базиликата вошла в состав автономного княжества Салерно, образованного в результате разделения лангобардского герцогства Беневенто, среди других прибрежных земель, находившихся тогда в руках византийцев, и прочих, таких как Веноза, Мельфи, Дженцано, Форенца, Монтепелозо, которые были заняты норманнами и образовали позже провинцию Пулия.
С XI века Базиликата вошла в состав королевства Обеих Сицилий, а затем Неаполитанского королевства (как одна из двух частей предыдущего). В этих королевствах долгое время боролись за власть две династии — Анжуйская и Арагонская. В продолжение всей истории Базиликата оставалась беднейшим регионом Италии, что порождало постоянные крестьянские восстания, мятежи, разбойничество («brigantaggio») и массовую миграцию. Последнее является актуальным и по сей день.
С 1735 года Базиликата пребывала под властью Бурбонов. В 1861 году, в ходе военных операций гарибальдийцев, вошла в состав королевства Италии. В том же 1861 году Кармине Крокко поднял восстание за реставрацию сицилийских Бурбонов. Базиликата была провинцией с наибольшим количеством банд, всего их было 47.
В период с конца 19-го века по начало 20-го века начал зарождаться южанизм, политико-культурное движение в пользу Юга, среди его представителей были такие луканские личности, как Джустино Фортунато, Франческо Саверио Нитти, Этторе Чиккотти и Раффаэле Часка. Благодаря усилиям южан Базиликата пережила небольшое, но фундаментальное развитие с созданием школ, коммуникационных путей, акведуков, а также политикой мелиорации.
В сентябре 1943 года такие города, как Матера (первый город на юге, восставший против немецких оккупантов) и Рионеро стали жертвами репрессий со стороны нацистов, а Потенца, Маратея и Лаурия пострадали от бомбардировок союзников. Республика Маскито, несмотря на её недолговечность, была одним из первых действий движения Сопротивления. 
После Второй мировой войны произошло несколько народных протестов за перераспределение земли крестьянам, наиболее значимым эпизодом стала оккупация земель, произошедшая в Монтескальозо в декабре 1949 года, за которой последовали репрессии, приведшие к смерти революционера Джузеппе Новелло.
23 ноября 1980 года Базиликата была потрясена землетрясением в Ирпинии, которое затронуло большую часть территории Потенцы. В 1993 году Сасси в Матере были объявлены объектом всемирного наследия, охраняемым ЮНЕСКО, и это первый объект на юге Италии, получивший такое признание.

## Административное деление
Область включает в себя провинции:
| Провинция | Число коммун | Население, чел. (2012) | Площадь, км² |
| --------- | ------------ | ---------------------- | ------------ |
| Потенца   | 100          | 376 166                | 6548         |
| Матера    | 31           | 199 894                | 3447         |
| Всего     | 131          | 576 060                | 9995         |

## Экономика
Это самая бедная область Италии. ВВП Базиликаты составляет 0,7 % от ВВП Италии, это 10 539,3 млн евро. ВВП на душу населения — 17 781,9 евро. В сельском хозяйстве культивируются в основном зерновые культуры — пшеница, кукуруза, ячмень и овёс. Базиликата является лидером в стране по производству этих культур. На холмах и склонах произрастают виноград, сливы, персики, груши, киви и цитрусовые. Скотоводство — овцы, свиньи, козы. Рыбная ловля мало развита (только на побережье Ионического моря). В Базиликате распространено виноделие. Одно из самых известных местных вин — Алья́нико дель Ву́льтуре.

## Палеоантропология
Древнейшим из человеческих останков, обнаруженных в Италии, является диафиз бедренной кости гейдельбергского человека из ашельского местонахождения Веноза-Нотаркирико, который датируется возрастом 661—614 тыс. лет назад.

## Галерея
- Базиликата. Пейзаж рядом с Крако, Матера
- Взгляд на регион Вултуре
- Веноза, скелет с ископаемым слоном
- Метапонто, Храм Геры
- Замок Мельфи
- Сасси ди Матера
- Завод Fiat в Мельфи